# 巴西特鎮區 (明尼蘇達州聖路易斯縣)
巴西特鎮區（英語：Bassett Township）是位於美國明尼蘇達州聖路易斯縣的一個行政鎮區。

## 地方資料
巴西特鎮區的面積為472.04平方千米，當中陸地面積為453.36平方千米，而水域面積為18.68平方千米。根據2020年美國人口普查的數據，當地共有人口36人，而人口密度為每平方千米0.08人。